# Église luthérienne de Forbach
L'église paroissiale protestante-luthérienne de Forbach, située à Forbach dans le département français de la Moselle, en Lorraine, a été construite en 1892 dans un style néo-gothique. Forbach faisait alors partie de l'Empire d'Alsace-Lorraine. L'église a été construite à une époque où Forbach connaissait sa plus grande croissance urbaine et où de plus en plus d'ouvriers protestants s'installaient en raison des nouvelles implantations industrielles. C'est la seule église protestante de la ville de Forbach. La congrégation professe la Confession d'Augsbourg et fait partie de l’Église protestante de la Confession d'Augsbourg d'Alsace et de Lorraine (EPCAAL).

## Histoire
Le bâtiment actuel de l'église a un prédécesseur tardif du classicisme avec 200 sièges, qui a été consacré le 3e dimanche après Pâques en 1849. Quelques années plus tard, cela n'était plus suffisant. Si la congrégation comptait déjà 275 membres en 1869, le nombre a quadruplé en 25 ans pour atteindre plus de 1200.
En 1887, la société voisine Adt a offert 15 000 marks pour la vieille église, y compris le terrain de la rue Sainte-Croix (D 31), qui mène à la chapelle Sainte-Croix du XIIIe siècle.
L'architecte et urbaniste de Metz, Conrad Wahn, a été chargé de concevoir une nouvelle église. Il avait auparavant réalisé des modifications et des extensions de bâtiments sacrés à Metz. Entre 1887 et 1889, il a supervisé la construction de l'église protestante de Saint-Avold dans le style néo-gothique. Plus tard, les églises protestantes de Sarrebourg en Lorraine (1896-98), de Saargemünd (1897-98) et de Metz (1901-04) ont également été construites selon les plans de Wahl. L'église protestante de Metz, le Temple Neuf, était son projet le plus élaboré avec un haut niveau de représentativité. Les églises conçues par Wahl dans le district de Lorraine forment un ensemble de bâtiments centraux d'un grand intérêt architectural. Plus tard, Wahl a également participé à la construction de la gare de Metz-Ville et, à partir de 1903, à l'extension sud de la ville.
Le projet, dont le coût est estimé à 70 000 marks, a été soumis à l'approbation de l'église et des autorités de l'État en 1887. Les autorités ecclésiastiques de Strasbourg ont émis des réserves par expérience sur le nombre de sièges, qu'elles voulaient faire passer de 566 à 650, et ont prévu 20 000 marks supplémentaires à cet effet. Après que l'empereur allemand, en tant que souverain, ait également fait un soi-disant don de grâce à l'Église évangélique luthérienne "en considération d'un intérêt général, pour l'embellissement d'un nouveau quartier de la ville en plein développement", le financement a été assuré et le terrain à bâtir a pu être acquis. Des désaccords avec l'entreprise de construction Schultheiss de Sarrelouis ont conduit à un changement de l'entreprise Josef Finck de Zinzing, qui a estimé à 3000 Marks de plus. Avec l'achèvement de l'édifice sacré, les dépenses se sont élevées à 93 000 marks. En comparaison avec d'autres bâtiments d'église achevés à cette époque, cette somme était dans les limites. La première pierre a été posée en 1891 et le 1er novembre 1892, après une courte période de construction, la consécration solennelle a eu lieu.
Pendant la Seconde Guerre mondiale, les toits de l'église ont été partiellement détruits, causant des dégâts à l'intérieur. En outre, le bras du transept nord a été endommagé par les effets de la guerre et a été réparé entre 1949 et 1954. Dans ce cours, les galeries des bras du transept ont également été supprimées. Dans les années 1957 et 1959, les grandes fenêtres du chœur ont été nouvellement vitrées par Tristan Ruhlmann (1923-1982). La fenêtre centrale montre le Christ ressuscité, la dernière Cène et la Crucifixion à gauche, et des scènes de la vie de l'Apôtre Paul à droite.